# Koretinec
Koretinec is een plaats in de gemeente Maruševec in de Kroatische provincie Varaždin. De plaats telt 424 inwoners (2001).